# Padangjaya
Padangjaya is een bestuurslaag in het regentschap Cilacap van de provincie Midden-Java, Indonesië. Padangjaya telt 9959 inwoners (volkstelling 2010).